# Europawahl 2029
Die Europawahl 2029 wird voraussichtlich im Frühjahr 2029 stattfinden. Sie folgt auf die Europawahl 2024 und wird die Zusammensetzung des 720 Abgeordnete zählenden Europäischen Parlaments neu bestimmen. Die Wahl wird in allen derzeit 27 EU-Mitgliedsstaaten stattfinden.

## Ausgangslage
| ← 2024 Sitzverteilungen seit Konstituierung 2024 | ← 2024 Sitzverteilungen seit Konstituierung 2024 | ← 2024 Sitzverteilungen seit Konstituierung 2024 | ← 2024 Sitzverteilungen seit Konstituierung 2024 | ← 2024 Sitzverteilungen seit Konstituierung 2024 |
| ------------------------------------------------ | ------------------------------------------------ | ------------------------------------------------ | ------------------------------------------------ | ------------------------------------------------ |
|                                                  |                                                  |                                                  |                                                  |                                                  |
| Fraktion                                         | Fraktion                                         | Ausrichtung                                      | Konstituierung                                   | aktuell                                          |
|                                                  | EVP                                              | Christdemokraten, Konservative                   | 188                                              | 188                                              |
|                                                  | S&D                                              | Sozialdemokraten                                 | 136                                              | 136                                              |
|                                                  | PfE                                              | Nationalisten, Rechtspopulisten                  | 84                                               | 85                                               |
|                                                  | EKR                                              | Nationalkonservative                             | 78                                               | 80                                               |
|                                                  | Renew                                            | Liberale, Zentristen                             | 77                                               | 75                                               |
|                                                  | Grüne/EFA                                        | Grüne, Regionalisten                             | 53                                               | 53                                               |
|                                                  | Linke                                            | Linke                                            | 46                                               | 46                                               |
|                                                  | ESN                                              | Rechtsextreme                                    | 25                                               | 26                                               |
|                                                  | Fraktionslose                                    | Fraktionslose                                    | 33                                               | 29                                               |

Bei der Wahl 2024 wurde die christdemokratisch, gemäßigt-konservative EVP, der die deutsche CDU/CSU, die österreichische ÖVP und die Südtiroler Volkspartei angehören, stärkste Kraft, gefolgt von den Sozialdemokraten (S&D), der die deutsche SPD und die österreichische SPÖ angehören. Drittstärkste Fraktion wurden die neu gegründete rechtsextreme Patrioten für Europa, der die FPÖ angehört. Ihr folgen die nationalkonservative Europäische Konservative und Reformer, die liberale und zentristische Renew-Fraktion (mit den deutschen Parteien FDP und Freie Wähler sowie den österreichischen NEOS), die Fraktion Grüne/Europäische Freie Allianz (mit dem deutschen Bündnis 90/Die Grünen und den österreichischen Grünen sowie der paneuropäischen Partei Volt) sowie die sozialistische Fraktion Die Linke – GUE/NGL unter Beteiligung der deutschen Partei Die Linke. Kleinste und neu gegründete Fraktion ist die rechtsextreme ESN, die zur Hälfte aus der deutschen AfD, zur anderen Hälfte aus mittelosteuropäischen Kleinparteien besteht. Anfangs 33 Abgeordnete blieben fraktionslos, unter anderem die Parlamentarier des deutschen BSW. Weitere Abgeordnete deutscher Kleinparteien verteilen sich auf die Fraktionen oder sind fraktionslos.
Die europäische Kommission wird wie schon in der vorangegangenen Wahlperiode von Ursula von der Leyen (Deutschland) angeführt und besteht aus weiteren 26 Kommissaren.

## Umfragen
Für die Europawahl werden traditionell keine europaweiten Umfragen erstellt. Verschiedene Institute und Seiten bilden basierend auf nationalen Umfragen eine Projektion der Sitzverteilung. Die Projektionen beziehen sich in der Regel auf die bestehenden Fraktionen und berücksichtigten noch keine möglichen Auflösungen oder Neugründungen von Fraktionen, die häufig stattfinden.
| Institut                | Datum            | EVP | S&D | PfE | EKR | Renew | Grüne | GUE/NGL | ESN | NI |
| ----------------------- | ---------------- | --- | --- | --- | --- | ----- | ----- | ------- | --- | -- |
| Europe Elects           | April 2025       | 176 | 130 | 102 | 79  | 79    | 33    | 58      | 37  | 26 |
| Europe Elects           | März 2025        | 175 | 129 | 103 | 78  | 85    | 33    | 55      | 33  | 29 |
| Europäischer Föderalist | 24. März 2025    | 179 | 132 | 103 | 82  | 74    | 41    | 52      | 33  | 24 |
| Europe Elects           | Februar 2025     | 174 | 131 | 104 | 79  | 85    | 34    | 54      | 31  | 30 |
| Europe Elects           | Januar 2025      | 177 | 131 | 104 | 81  | 85    | 36    | 49      | 29  | 28 |
| Europäischer Föderalist | 27. Januar 2025  | 185 | 132 | 96  | 80  | 82    | 43    | 49      | 29  | 24 |
| Europe Elects           | Dezember 2024    | 179 | 131 | 104 | 76  | 84    | 37    | 49      | 29  | 31 |
| Europäischer Föderalist | 2. Dezember 2024 | 186 | 133 | 104 | 77  | 82    | 42    | 43      | 27  | 26 |
| Europe Elects           | November 2024    | 183 | 134 | 100 | 77  | 81    | 36    | 53      | 29  | 27 |
| Europe Elects           | Oktober 2024     | 183 | 137 | 98  | 76  | 82    | 34    | 52      | 28  | 30 |
| Europäischer Föderalist | 7. Oktober 2024  | 187 | 137 | 97  | 77  | 79    | 41    | 46      | 26  | 30 |
| Europe Elects           | September 2024   | 185 | 141 | 93  | 82  | 73    | 40    | 46      | 27  | 33 |
| Europe Elects           | August 2024      | 186 | 140 | 92  | 80  | 72    | 44    | 45      | 26  | 35 |
| Europäischer Föderalist | 12. August 2024  | 191 | 138 | 89  | 76  | 78    | 46    | 45      | 25  | 32 |
| Europawahl 2024         | 06.–09.06.2024   | 188 | 136 | 84  | 78  | 77    | 53    | 46      | 25  | 33 |